# (12360) Unilandes
(12360) Unilandes ist ein Asteroid des Hauptgürtels, der am 22. September 1993 vom venezolanischen Astronomen Orlando A. Naranjo am Observatorio Astronómico Nacional de Llano del Hato (IAU-Code 303) bei Mérida entdeckt wurde.
Der Asteroid wurde nach der 1785 als Priesterseminar gegründeten Universidad de Los Andes benannt, einer der bedeutendsten Bildungseinrichtungen Venezuelas.